# 道の駅にしお岡ノ山
道の駅にしお岡ノ山（みちのえき にしおおかのやま）は、愛知県西尾市小島町岡ノ山にある国道23号（岡崎バイパス）の道の駅である。

## 概要
国道23号（岡崎バイパス）の上り方面（蒲郡・豊橋方面行き）に設置しているため、下り方面（名古屋・四日市方面行き）からは西尾東インターから県道（旧平坂街道）を経由する。県道から入場する際は、小島江原インターの側道を利用する。

## 施設
- 駐車場
  - 大型車 : 34台
  - 普通車 : 66台
  - 身体障害者用 : 4台
  - 二輪車スペース：有り
- トイレ（いずれも24時間利用可能）
  - 身障者用 : 有り
- 公衆電話
- 公衆無線LAN（タケショウが設置・無料）
- 情報・観光案内コーナー（8:00 - 19:00）
- レストラン（11:00 - 14:00）
- 売店（9:00 - 18:00）
- ヤマザキショップ道の駅にしお岡ノ山店（6:00 - 22:00）
- 自動販売機（ソフトドリンクのみ）：7台
- 六万石くるりんバス : 東廻り線バス停前

## 休駅日
- 年中無休（臨時休駅の場合あり）

## アクセス
- 国道23号 - 登録路線
  - 岡崎バイパス・小島江原インター内にある

## 周辺
- 八ツ面山
- ふれあいの道
- 矢作古川
- 安藤川